# Crœttwiller
Crœttwiller  è un comune francese di 174 abitanti situato nel dipartimento del Basso Reno nella regione del Grand Est.

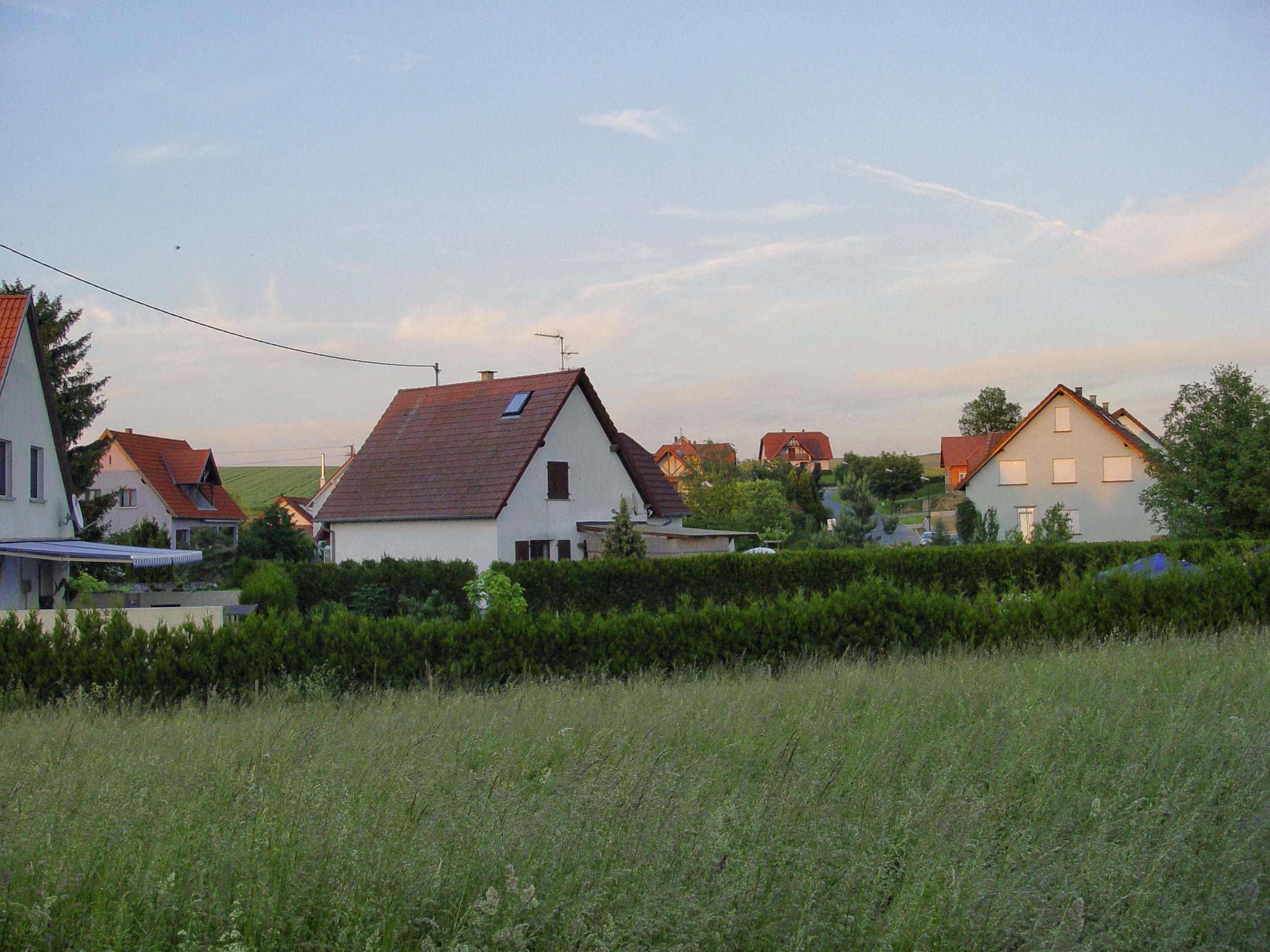
Croettwiller

## Società

### Evoluzione demografica
Abitanti censiti